# Alfredo Helsby
Alfredo Helsby Hazell, né le 22 juillet 1862 à Valparaíso et mort le 24 juillet 1933 à Santiago, est un peintre chilien. 

## Biographie
Alfredo Helsby Hazell naît en 1862.
Il étudie la peinture vers 1885 sous la direction d'Alfredo Valenzuela Puelma et de Juan Francisco González. Puis il voyage en 1907 en Europe grâce à une subvention gouvernementale, où il expose au Salon de la Société des Artistes Français à Paris et à la Royal Academy of Arts à Londres. Pendant son séjour en Europe, il se familiarise avec les tendances artistiques contemporaines et avec l'œuvre d'artistes plus anciens, notamment Turner, dont il imite la représentation physique d'une atmosphère humide et remplie de lumière.
Alfredo Helsby Hazell meurt en 1933.